# Markland

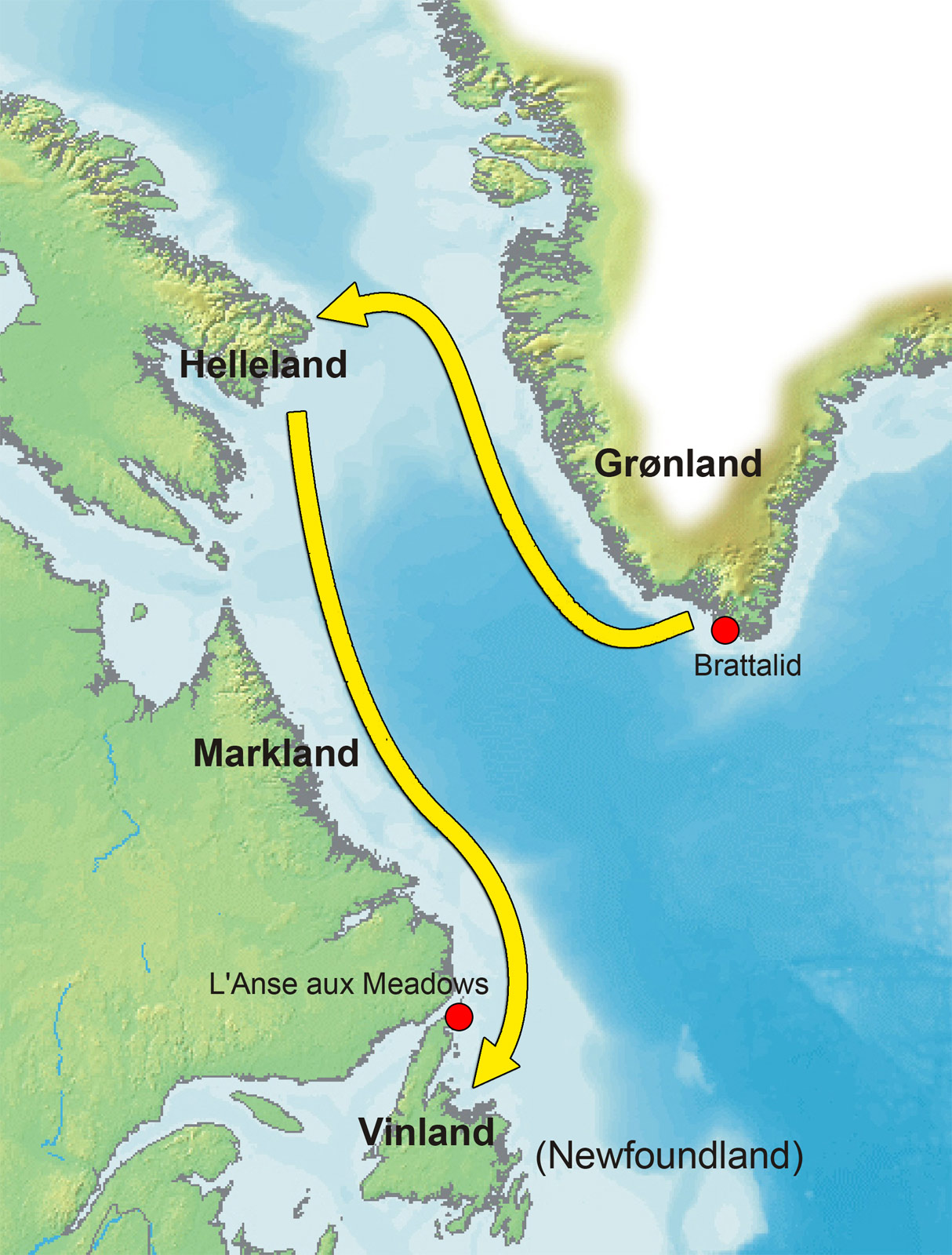
Hipotético emplazamiento de Vinland, Markland y Helluland.

Markland o Marklandia es el nombre dado por Leif Eriksson a uno de los tres territorios que descubrió durante su exploración del extremo nororiental de Norteamérica. La palabra Marklandia procede del Nórdico antiguo y designa una tierra de bosques o tierra fronteriza. Se ha descrito como tierra al norte de Vinland y al sur de Helluland. Aunque los europeos nórdicos nunca llegaron aparentemente a asentarse, es probable que hubiera expediciones desde Groenlandia para aprovisionarse en madera.
En la Saga Grœnlendinga se comenta que Leif Eriksson dispuso en el año 1002 o 1003 seguir la ruta descrita primero por Bjarni Herjólfsson. El primer territorio que pisó Eriksson estaba cubierto con piedras planas (en Nórdico antiguo: hella), por lo que llamó aquellas tierras Helluland ("Tierra de las piedras planas"). El siguiente territorio que pisó Eriksson también era plano pero boscoso, con playas de blanca arena, que llamó Markland. La Saga Grœnlendinga menciona asimismo a 160 hombres y mujeres que se asentaron en Marklandia para protegerse del invierno, liderados por Thorfinn Karlsefni, alrededor de 1010 d. C.
Casi todas las noticias de viajes a Markland proceden de anales islandeses. La primera mención conocida de la región fuera del área nórdica se recoge en una crónica escrita por el fraile Galvano Fiamma, de Milán, en la primera mitad del siglo XIV.
Está comúnmente aceptado que se trata de Labrador, ya que el territorio tiene una densa zona boscosa (taiga) en una región del hemisferio norte. Se ha sugerido más adelante que Marklandia probablemente fuera la zona sur de Labrador, mientras que Helluland se trataría del norte de Labrador, divididas por la Bahía Groswater.